# Региональный язык
Региональный язык — язык, официальный статус которого закреплён в законодательстве одного или нескольких административно-территориальных субъектах: федеральных округах, провинциях, краях, штатах, муниципалитетах, районах, сёлах или других административно установленных регионах государства наряду с официальным/государственным языком, который действует на территории всего государства. Пример — немецкий язык как региональный в провинции Южный Тироль, Италия. Само понятие «региональный язык» представляет определённые трудности для политиков и лингвистов, особенно в случае распространения близкородственных языков, когда трудно разграничить понятие язык и диалект. Подобная ситуация наблюдается в Китае, Франции, романских странах, в южнославянском и отчасти германском регионах.

## Международное право
Европейская хартия региональных языков и национальных меньшинств :
«Региональные и малочисленные языки» должны соответствовать следующим критериям:
1. традиционно использоваться на определённой территории гражданами данного государства, которые являются национальным меньшинством на территории данного государства; и
2. иметь существенные отличия от официального/государственного языка

## Статус регионального языка: проблемы и противоречия
Признание региональных языков зачастую упирается в демографические, лингвистические и политико-экономические проблемы. Например, каталанский язык является единственным официальным в небольшом государстве Андорра, где его считают родным 30 % 85-тысячного населения. При этом в автономной области Каталония (Королевство Испания), где проживает основная масса — 5 млн его носителей, он сначала получил региональный, а ныне официальный статус наряду с испанским языком, с которым каталонский довольно успешно конкурирует из-за экономической мощи Каталонии по сравнению с остальной Испанией. При этом в соседних регионах Южной Франции, он уже не в состоянии конкурировать с французским языком, и фактически находится на грани исчезновения, как и близкие ему провансальские говоры.
Не менее сложна ситуация и в Прибалтийском регионе. Так, в Швеции финский язык (точнее его нестандартный северный диалект) признан региональным на крайнем севере страны, в то время как основная масса носителей (в основном иммигрантов XX века из Финляндии) проживает на юге страны. При этом в самой Финляндии шведский по давней традиции считается одним из двух официальных языков государства, формально уравненным в правах с финским — в память о временах, когда он был единственным официальным языком страны. Ныне, однако, он является родным для 290 тыс. финнов (5,6 % населения) и фактически давно превратился в региональный язык.
В соседней Эстонии русский язык является родным для 33 % населения, в том числе для 97 % населения г. Нарва, но при этом не имеет никакого статуса. Некоторые региональные языки, например кантонский диалект/язык Южного Китая (в том числе Гонконга) имеет свыше 60 млн носителей в одной только провинции Гуандун, что примерно соответствует населению республики Франция.

## Языковое родство с официальным языком
Во многих случаях статус регионального языка присваивается в целях сохранения своеобразных черт в региональных диалектах официального языка для поддержания языкового разнообразия, по настоянию интеллигенции, в целях увеличения туристической привлекательности или подчёркивания культурной самобытности региона. Например:
- Валлонский язык — исконный, а ныне региональный романский язык на территории государств Франция и Бельгия;
- Галло — исконный, а ныне региональный романский язык на территории полуострова Бретань, Франция; также типологически язык ойль.
- Провансальский язык юга Франции — типологически язык ок.
- Шотландский язык — региональный язык на территории королевства Шотландия (часть Соединённого Королевства) принадлежит к группе западногерманских языков, как и собственно английский язык. В то же время гэльский язык, также имеющих статус регионального в Шотландии, является автохтонным кельтским наречием региона, под влиянием которого развился шотландский язык.
- Мирандский язык — исконный, а ныне региональный романский язык на территории республики Португалия; развился из древнего романского идиома королевства Леон.
- Фризский язык — региональный язык в королевстве Нидерланды и ряде островов ФРГ
- Выруский диалект/язык — региональный язык в республике Эстония; ранее считался самым своеобразным диалектом эстонского, 70 тыс. говорящих.
- Кантонский язык — региональный язык в провинции Гуандун, Китай, практически утративший устное взаимопонимание с пекинским диалектом севернокитайского языка.

В ряде других случаев региональный язык не имеет близкого родства с официальным, например:
- Баскский язык — региональный язык в Испании и Франции не принадлежит не то что романским, но даже не относится к семье индоевропейских языков.
- Серболужицкий язык — региональный славянский язык в ФРГ, единственный сохранившийся автохтонный ареал славянской речи, вытесненной немецким языком во времена позднего Средневековья.

## Смешанный статус
Имеются и случаи, когда официальный язык одного государства является региональным в соседних с ним приграничных регионах другого государства в силу тех или иных исторических причин, например:
- Немецкий язык как региональный в провинции Южный Тироль, Италия;
- Венгерский язык как региональный в государствах Румыния и Словакия, где он признан региональным в муниципалитетах, где доля венгров превышает 20 % населения (изначальная планка в 10 % не прошла ратификацию в парламенте республики).
- Французский язык в официально англоязычной провинции Онтарио, Канада, где он признан региональным языком в муниципалитетах с концентрацией франко-онтарцев в 10 % и более (или 5.000 чел и более).
- Белорусский язык является региональным в ряде гмин Подляского воеводства Польши из-за большого процента этнических белорусов (в большинстве ополяченных).